# 桜色 (浅岡雄也の曲)
「桜色」（さくらいろ）は、浅岡雄也の3枚目のシングル。

## 解説
表題曲「桜色」については、徳間ジャパンコミュニケーションズ所属時代に発売したシングルの中では唯一、今作収録のシングルバージョンがアルバム収録された。

## 収録曲
1. 桜色
作詞・作曲：浅岡雄也　編曲：久米康隆
2. スパイス 〜rearrange ver.〜
作詞：浅岡雄也　作曲・編曲：大竹智之
  - 3rdオリジナルアルバム『キボウノネイロ』収録曲を新録。作曲者の名義が「大竹智之+浅岡雄也」から大竹の単体名義へと変更されている。
3. 君の元へ
作詞・作曲：浅岡雄也　編曲：田辺トシノ